# Торстен Ґустафсон
То́рстен Ва́льдемар Ґустафсо́н (швед. Torsten Valdemar Gustafson (8 травня 1904, Фалькенберг, лен Галланд — 27 травня 1987, Лунд) — шведський фізик, професор теоретичної фізики Лундського університету, разом з Нільсом Бором ініціював заснування Північного інституту теоретичної фізики.

## Життєпис
Торстен Ґустафсон народився 8 травня 1904 року у Фалькенберзі. Після закінчення школи в Гетеборзі у віці 18 років він продовжив навчання в Лундському університеті. Торстен був настільки успішним студентом кафедри фізики, що вже після трьох семестрів 1923 року став бакалавром філософії, а через рік — магістром філософії. Протягом навчання в університеті він товаришував і мешкав з іншим студентом — Таге Ерландером, студентом кафедри фізики, в Лунді є Таге Ерландер, який пізніше став прем'єр-міністром Швеції. 1923 року Таге Ерландер і двоє однокурсників заснували Математичне товариство. Таге був його першим головою, а серед членів товариства були його близький товариш Торстен і Айна Андерссон, яка пізніше стала дружиною Таге..
Після закінчення університету Торстен Ґустафсон мав намір продовжити вивчення атомної фізики. Однак, математична проблема, пов'язана з аеродинамікою крил літака (1929 року він отримав ступінь ліценціата з філософії за цю роботу), а згодом і гідродинамікою, поглинула його увагу протягом наступних кількох років. 1933 року Торстен Ґустафсон представив свою дисертацію: «Про ефект Магнуса в асимптотичній теорії гідродинаміки» (нім. Über den Magnuseffekt nach der asymptotischen hydrodynamischen Theorie), за яку 1934 року йому присудили ступінь доктора філософії. 1933 року Ґустафсон отримав посаду доцента з механіки та математичної фізики в Лундському університеті. 
1935 року Торстен Ґустафсон повернувся до своїх початкових планів й розпочав роботу в галузі квантової механіки, головним чином проблеми квантової електродинаміки. Він був у тісному контакті з Нільсом Бором з 1936 року, і завдяки своїй роботі в Інституті теоретичної фізики Копенгагенського університету знайшов багато колег серед провідних фізиків-атомників того часу. 1939 року Торстен Ґустафсон став професором механіки та математичної фізики в Лунді. У 1961 році він став професором теоретичної фізики.
1939 року став професором з того ж предмету, 1961 року — професором з теоретичної фізики.
Після Другої світової війни всі уряди європейських країн були зацікавлені в подальшому вивченні потенціалу енергії атома, незалежно від того, чи розглядається вона як новий енергетичний ресурс для суспільства, чи як зброя, щоб знеохотити ворогів. Ще у серпні 1945 року через кілька днів після повернення з Англії Нільс Бор відвідав прем'єр-міністра Швеції Таге Ерландера. Зустріч була організована через професора Лундського університету Торстена Ґустафсона, який мав легкий доступ до прем'єр-міністра, з яким дружив ще зі студентських часів, вивчаючи разом фізику в університеті Лунда. Бор рекомендував Швеції, виходячи з промислового розвитку та великих родовищ урану, якомога швидше сформувати комітет з досліджень у ядерній енергетиці та розпочати такі дослідження для цивільного використання. Тоді ж була сформована ідея створення університетами Лунда та Копенгагена спільного науково-дослідного інституту.
У Швеції, яка вирішила дотримуватися нейтралітету, прем'єр-міністр Таге Ерландер пішов на компроміс: Швеція продовжуватиме дослідження ядерної енергії для цивільних цілей і можливого використання технології для виробництва зброї на основі шведського урану, офіційно назване «дослідженням захисту». У скандинавському регіоні кілька урядів заснували «Атомні комітети» в складі представників урядів, промисловості й національних вчених, щоб дослідити свої можливості. Торстен Ґустафсон, як науковий радник прем'єр-міністра Таге Ерландера, відіграв важливу роль в тому, що Швеція рано зосередилася на ядерних дослідженнях і найперша створила Атомний комітет (1945 р.), та як член цього комітету сприяв його успішній діяльності.
Торстен Ґустафсон, Нільс Бор за підтримки інших скандинавських фізиків виступили з ініціативою заснувати північний дослідницький центр теоретичної фізики в Копенгагені, оскільки Копенгаген у першій половині ХХ сторіччя завдяки роботі Нільса Бора та його співробітників став світовим центром сучасної фізики.
У 1950-ті роки спостерігалася широка політична воля до спільних проєктів як на скандинавському, так і на європейському рівнях. Так був реалізований проєкт CERN з побудови спільного європейського потужного прискорювача заряджених частинок, після чого продовжилися дискусії про створення спільного Північного дослідницького центру з теоретичної фізики. Ідея була добре сприйнята на політичному рівні, зокрема прем'єр-міністром Швеції Таге Ерландером. Теоретична фізика була безперечно відносно недорогою сферою співпраці й досліджень, яка не вимагала таких значних фінансових затрат, як CERN.
17 лютого 1953 року відбулася чергова зустріч у Гетеборзі данських, шведських та норвезьких фізиків, на якій було узгоджено основні пложення діяльності Інституту і які були через тиждень представлені в меморандумі, складеному Нільсом Бором, Торстеном Ґустафсоном, Егілом Гіллераасом (Норвегія) та Стефаном Розенталем. Процес остаточної реалізації проєкту тривав доволі довго, оскільки вимагав консультацій та узгоджень не тільки в середовищі наукової спільноти, атомних комітетів, CERN, але й урядів та парламентів країн-учасниць. Після того, як Рада міністрів північних країн на своєму засіданні в лютому 1957 року рекомендувала заснувати Північний інститут теоретичної атомної фізики, а уряди та парламенти Північних країн погодилися з цією пропозицією, Інститут розпочав свою діяльність 1 жовтня 1957 року. На початковому етапі керівництво Nordita здійснювала Тимчасова Рада з 15-и фізиків-теоретиків, призначених урядами п'яти країн. Головою Ради був Нільс Бор, Ґуставсон був одним з трьох його заступників.
Коли 1962 року Нільс Бор помер, Ґустафсон перейняв посаду голови і обіймав цю посаду до 1969 року.
Він також входив до складу Ради CERN в Женеві 1953—1964, його підпис від імені уряду Швеції стоїть під Конвенцією про заснування CERN.  
Завдяки здатності Ґустафсона зібрати навколо себе талановитих докторантів, таких як Свен Геста Нільссон, Гуннар Каллен і Гельмут Герц, теоретична фізика в Лундському університеті перебувала на передових позиціях. 1940 року він був обраний членом Королівського фізикографічного товариства в Лунді, 1951 року — членом Королівського наукового товариства в Уппсалі, а 1958 року — Шведської королівської академії Наук.
Був одружений з Карін Ґустафсон, з якою мав дітей і внуків. Помер Торстен Ґустафсон 27 травня 1987 року в Лунді.

## Вибрані праці
- Torsten Gustafson. Über die Kielwasserform bei dem Magnuseffekt. — Lund : H. Ohlssons Buchdruckerei, 1932.
- Torsten Gustafson. Elimination of Divergencies in Quantum Electrodynamics and in Meson Theory // Nature. — 1946. — Т. 157 (26 березня). — С. 734.